# 第六書簡
『第六書簡』（だいろくしょかん、希: Ἐπιστολή ς'、羅: Epistula VI、英: Epistle VI, Sixth Epistle, Sixth Letter）は、プラトンの『書簡集』中の書簡の1つ。比較的真作性が高いものと考えられる。
『書簡集』の中では想定（設定）執筆年代が最も後の書簡であり、紀元前349年頃、プラトンが没する数年前に、小アジアのアタルネウス市の僭主ヘルメイアスとその2人の友人に対して、友好を薦める内容となっている。

## 訳書
- 『プラトン全集 14　エピノミス(法律後篇)・書簡集』 水野有庸・長坂公一訳、岩波書店